# Хибридизација ДНК
Хибридизација ДНК представља процес у коме се два полинуклеотидна ланца по принципу комплементарности азотних база повезују водоничним везама. 
Хибридизација је нашла примену у:
- генетичком инжењерингу
- истраживањима у молекуларној биологији
- испитивањима о филогенетској сродности организама, односно, степену њихове генетичке сличности; код филогенетски ближих организама већи део ДНК хибридизује, док код удаљених хибридизација је мање ефикасна; тако ДНК човека хибридизује са ДНК:
  - шимпанзе у 95%,
  - миша 13%;
  - бактерије само 0,15%.

## Денатурација и ренатурација
Секундарна структура ДНК је подложна денатурацији. Под денатурацијом се подразумева нарушавање секундарне структуре ДНК тако да се дволанчани молекул раздваја на два полинуклеотидна ланца при чему се водоничне везе између комплементраних база наспрамних ланаца раскидају. Под одговарајућим условима може доћи до ренатурације, тј. до поновног спајања комплементарних ланаца ДНК. Процеси денатурације и ренатурације одигравају се и у ћелији под контролисаним условима и у ограниченом обиму. Ти процеси представљају неопходан предуслов за нормално функционисање ДНК.
Када се у раствору нађу два полинуклеотидна ланца који имају комплементарне редоследе нуклеотида, наградиће се хибридни дволанчани молекул. 
Денатурисана ДНК може да хибридизује са::
- денатурисаном ДНК исте врсте
- денатурисаном ДНК различите врсте
- РНК.